# Кузенкова Ольга Сергіївна
Ольга Сергіївна Кузенкова (рос. О́льга Серге́евна Кузенко́ва; нар. 4 жовтня 1970, Смоленськ, Російська РФСР) — російська легкоатлетка, що спеціалізується на метанні молота, олімпійська чемпіонка 2004 року, срібна призерка Олімпійських ігор 2000 року, чемпіонка Європи, призерка чемпіонатів світу та Європи. Заслужений майстер спорту Росії.

## Біографія
Ольга Кузенкова народилася 4 жовтня 1970 року в місті Смоленськ. У 1984 році почала займатися легкою атлетикою. Її тренером став Федір Міхеєнко. Після смерті якого у 1998 році її тренером став Олександр Селезньов, який заради роботи зі спортсменкою завершив свою спортивну кар'єру.
У 1997 році Кузенкова стала першою жінкою, яка метнула молот за 70 метрів. У період з 1995 по 1998 року вона шість разів встановлювала рекорди світу, окрім цього спортсменка дев'ять разів встановлювала найкращий результат сезону у світі. На чемпіонаті Європи 1998 року поступилася лише своїй головній конкурентці того часу, румунській спортсменці Міхаелі Мелінте. Наступного року також поступилася їй на чемпіонаті світу. Представляла Росію на Олімпійських іграх у Сіднеї, де за відсутності Міхаели Мелінте була головною фавориткою змагань. У фіналі неочікувану перемогу здобула дев'ятнадцятирічна польська спортсменка Каміла Сколімовська, а Кузенкова з результатом 69.77 м стала срібною призеркою.
На чемпіонаті світу 2001 року лише на 4 сантиметри поступилася кубинській метальниці Їпсі Морено, та знову стала другою. У 2002 році стала чемпіонкою Європи. На чемпіонаті світу 2003 року знову програла лише кубинській спортсменці Їпсі Морено, та втретє поспіль стала срібною призеркою чемпіонату світу. На Олімпійських іграх у Афінах зуміла взяти у неї реванш та стати олімпійською чемпіонкою. Перемогу спортсменці забезпечив результат 75.02 м, що став новим олімпійським рекордом. У 2005 році Кузенкова з результатом 75.10 м стала чемпіонкою світу.
У 2012 році попала під слідство IAAF. У її допінгових пробах взятих на  Олімпійських іграх 2004 року були знайдені сліди анаболітичних стероїдів. У 2013 році після перепровірки допінгових проб чемпіонату світу 2005 року, у крові спортсменки знову були знайдені сліди допінгу. В результаті цього, результати Кузенкової починаючи з цього турніру були анульовані, а спортсменка дискваліфікована на два роки.

## Кар'єра
| Рік               | Змагання               | Місто                | Місце             | Примітки          |                   |
| Представник Росія | Представник Росія      | Представник Росія    | Представник Росія | Представник Росія | Представник Росія |
| ----------------- | ---------------------- | -------------------- | ----------------- | ----------------- | ----------------- |
| 1997              | Універсіада            | Сицилія, Італія      | 2                 | 65.96 м           |                   |
| 1998              | Чемпіонат Європи       | Будапешт, Угорщина   | 2                 | 69.28 м           |                   |
| 1999              | Чемпіонат світу        | Севілья, Іспанія     | 2                 | 72.56 м           |                   |
| 2000              | Олімпійські ігри       | Сідней, Австралія    | 2                 | 69.77 м           |                   |
| 2001              | Чемпіонат світу        | Едмонтон, Канада     | 2                 | 70.61 м           |                   |
| 2001              | Ігри доброї волі       | Брисбен, Австралія   | 2                 | 69.98 м           |                   |
| 2001              | Фінал Кубка світу IAAF | Мельбурн, Австралія  | 3                 | 68.27 м           |                   |
| 2002              | Чемпіонат Європи       | Мюнхен, Німеччина    | 1                 | 72.94 м           |                   |
| 2002              | Фінал Кубка світу IAAF | Мадрид, Іспанія      | 3                 | 66.98 м           |                   |
| 2003              | Чемпіонат світу        | Париж, Франція       | 2                 | 71.71 м           |                   |
| 2004              | Олімпійські ігри       | Афіни, Греція        | 1                 | 75.02 м           |                   |
| 2005              | Чемпіонат світу        | Гельсінкі, Фінляндія | 1                 | 75.10 м           |                   |
| 2007              | Чемпіонат світу        | Осака, Японія        | 22 (кв.)          | 66.56 м           |                   |